# Dihydroartemisinin

Dihydroartemisinin

Dihydroartemisinin (còn được gọi là dihydroqinghaosu, artenimol hoặc DHA) là một loại thuốc dùng để điều trị sốt rét. Dihydroartemisinin là chất chuyển hóa hoạt động của tất cả các hợp chất artemisinin (artemisinin, artesunate, artemether, v.v.) và cũng có sẵn như là một loại thuốc. Nó là một dẫn xuất bán tổng hợp của artemisinin và được sử dụng rộng rãi như một chất trung gian trong điều chế các thuốc chống sốt rét có nguồn gốc từ artemisinin khác. Nó được bán thương mại kết hợp với piperaquine và đã được chứng minh là tương đương với artemether/lumefantrine.

## Sử dụng y tế
Dihydroartemisinin được sử dụng để điều trị sốt rét, thường là thuốc kết hợp với piperaquine.
Trong một tổng quan hệ thống các thử nghiệm ngẫu nhiên có đối chứng, cả dihydroartemisinin-piperaquine và artemether-lumefantrine đều rất hiệu quả trong điều trị sốt rét (bằng chứng chất lượng cao). Tuy nhiên, dihydroartemisinin-piperaquine chữa khỏi bệnh nhân nhiều hơn một chút so với artemether-lumefantrine, và nó cũng ngăn ngừa nhiễm trùng sốt rét thêm lâu sau khi điều trị (bằng chứng chất lượng cao). Dihydroartemisinin-piperaquine và artemether-lumefantrine có thể có tác dụng phụ tương tự (bằng chứng chất lượng vừa phải). Các nghiên cứu đều được tiến hành ở Châu Phi. Trong các nghiên cứu về những người sống ở châu Á, dihydroartemisinin-piperaquine có hiệu quả tương đương với artesunate cộng với mefloquine trong điều trị sốt rét (bằng chứng chất lượng vừa phải). Artesunate cộng với mefloquine có thể gây buồn nôn, nôn nửa, chóng mặt, mất ngủ và đánh trống ngực nhiều hơn so với dihydroartemisinin-piperaquine (bằng chứng chất lượng vừa phải).